# Canterbury (New Hampshire)
Pour les articles homonymes, voir Canterbury (homonymie).
Canterbury est une municipalité américaine située dans le comté de Merrimack au New Hampshire. Selon le recensement de 2010, sa population est de 2 352 habitants.

## Géographie
La municipalité s'étend sur 44,40 milles carrés (115 km2), dont 0,81 milles carrés (2,1 km2) d'étendues d'eau.

## Histoire
La localité est fondée en 1727, à proximité de poste de traite avec les Pennacooks. Elle est nommée en l'honneur de William Wake, archevêque de Canterbury et devient une municipalité en 1741.
La ville accueille le Canterbury Shaker Village (en), une ancienne communauté de Shakers fondé een 1792. Il s'agit aujourd'hui d'un musée, classé site historique national.